# Josef Pichl
Josef Pichl (* 19. März 1914 in Schwandorf; † 12. Januar 1996) war ein deutscher Jurist und Kommunalpolitiker.

## Werdegang
Pichl studierte ab 1933 Rechtswissenschaften an der Universität München und setzte ab 1935 seine Studien an der Universität Würzburg fort. 1937 legte er die erste juristische Staatsprüfung am Oberlandesgericht Nürnberg ab. 1939 folgte die Promotion in Würzburg. Ab 1940 war er als Gerichtsreferendar tätig, 1954 wurde er zum Rechtsrat ernannt.
Nominiert von der CSU und den Unabhängigen Wählern wurde der parteilose Pichl am 23. März 1958 zum Oberbürgermeister von Schwandorf gewählt. Er wurde 1964, 1970 und 1972 im Amt bestätigt. Zur Oberbürgermeisterwahl 1978 trat er nicht mehr an.
Pichl war seit 1933 Mitglied der katholischen Studentenverbindung KDStV Aenania München.

## Ehrungen
- Verdienstkreuz 1. Klasse der Bundesrepublik Deutschland
- Ehrenbürger der Stadt Schwandorf